# Heinkel Wespe
L'Heinkel Wespe (vespa) fu un aereo da caccia VTOL pianificato dall'azienda tedesca Ernst Heinkel Flugzeugwerke nei primi anni quaranta, ma rimasto allo stadio progettuale.
Caratterizzato dall'insolita impostazione, con motore turboelica centrale, ala anulare e configurazione posacoda, pur non essendo presumibilmente dalla fase concettuale è riconducibile ai progetti indicati come Wunderwaffen destinati a ribaltare, come equipaggiamento della Luftwaffe, le sorti avverse alla Germania durante le ultime fasi della Seconda guerra mondiale.

## Storia del progetto
Il modello venne progettato tra il 1944 ed il 1945 nella filiale di Vienna-Schwechat con l'intento di utilizzare il velivolo come intercettore da difesa del complesso, in maniera simile al Bachem Ba 349 "Natter". Il Wespe venne progettato attorno ad un'ala ad anello, con piccole ali aggiuntive dietro l'ala circolare.
La propulsione era fornita da una singola turbina a gas Heinkel HeS 021 (uno sviluppo pianificato del turbogetto Heinkel HeS 011) alimentata da una presa d'aria posizionata sotto la cabina di pilotaggio, la quale comportandosi come un motore composito forniva, con una potenza all'asse pari a 2 000 PS (1 471 kW), il moto ad un'elica intubata a sei pale, sfruttando inoltre la spinta data dall'ugello pari a 1,86 kN (190 kgf). Il Wespe sarebbe decollato e atterrato su tre carrelli d'atterraggio situati alla base delle tre "code"; in volo i carrelli d'atterraggio si sarebbe ritirati per una migliore aerodinamicità. La cabina di pilotaggio prevedeva una normale postura seduta per il pilota protetto da un tettuccio a bolla di grandi dimensioni che avrebbe permesso un'ottima visibilità in tutte le direzioni.
Come armamento era prevista l'installazione di due cannoncini automatici MK 108 calibro 30 mm posizionati ai lati della cabina di pilotaggio.
La fase preliminare del progetto si concluse nel marzo 1945 ed in base ai calcoli il futuristico aereo era in teoria in grado di volare, tuttavia  non è noto se abbia mai superato la fase di laboratorio.

## Aerei comparabili
- Heinkel Lerche
- Lockheed XFV